# Hingham (Montana)
Pour les articles homonymes, voir Hingham.
Hingham est une municipalité américaine située dans le comté de Hill au Montana. Selon le recensement de 2010, sa population est de 118 habitants. La municipalité s'étend sur 0,17 mille carré (0,44 km2).
La localité est fondée en 1910 par Peter Carrier. Elle se targue alors d'être « la ville progressiste, une ville construite sur le square » (en anglais : the progressive city, a city built on the square),.